# Nancy Robertson
Nancy Robertson, född 1 januari 1971 i Vancouver, är en kanadensisk skådespelare.
Robertson har bland annat medverkat i TV-serierna Hiccups (2010-2011), Corner Gas Animated (2018-2021) och Lucky Hank från 2023. Hon har även medverkat i filmen Flora & Ulysses från 2021.

## Filmografi (i urval)
- 2010-2011: Hiccups
- 2018-2021: Corner Gas Animated
- 2021: Flora & Ulysses
- 2023 – Lucky Hank (TV-serie)